# مفاعل الملح المنصهر

رسم توضيحي لمفاعل الملح المنصهر.

مفاعل الملح المنصهر  (أو مفاعل مصهور الملح) في التقانة النووية هو مفاعل نووي يقوم فيه الملح المنصهر بمقام مبرد الوقود النووي. وفي هذا الطراز من المفاعلات يكون الوقود النووي هو الآخر سائلا، ويستخدم مثلا رباعي فلوريد اليورانيوم حيث يكون موزعا بالتساوي على جميع الملح المنصهر.
وبالنسبة لمهدئ سرعة النيوترونات يستخدم الغرافيت. وقد قام مشروع أمريكي عام 1954 في إطار الأبحاث النووية بتصميم واختبار مفاعل من هذا النوع لأول مرة بغرض اختبار صلاحيته لبناء طائرة قاذفة ذات المدى الطويل.
ويتميز مفاعل الملح المنصهر بكثافة عالية للنيوترونات، وهي تنشأ من خلال سحب مستمر لمنتجات التفاعل الانشطاري التي تمتص كثيرا من النيوترونات خارج المفاعل. ولهذا فيمكن لمفاعل الملح المنصهر من حيث المبدأ العمل كمفاعل استنسال. (توليد وقود نووي)، فيكتفي بكمية قليلة من الوقود النووي في صورة اليورانيوم المخصب في البدء، ثم يواصل عمله بعد ذلك بتوليد القود النووي بنفسه، مثلا من الثوريوم-232 الذي لا ينشطر. تتلخص طريقة الاستنسال في أن المفاعل يحول الثوريوم-233 غير القابل للانشطار إلى يورانيوم-233 قابل للانشطار، ثم يستعمل اليورانيوم-233 في إنتاج الطاقة.
وبخلاف عدد قليل من تلك المفاعلات التجريبية الصغيرة فلم تنفذ منها مفاعلات كبيرة لإنتاج الطاقة الكهربية. وكانت المفاعلات التجريبية في حدود عدة ميجاوات بينما مفاعلات القوى تبلغ نحو 1000 ميجاوات. ولهذا فلا يلعب مفاعل الملح المنصهر أي دور هام حتى الآن لإنتاج الطاقة. ولكنه لا زال يُدرس من قبل الهيئة العالمية لمفاعلات الجيل الرابع.

## استخدام الثوريوم كوقود نووي
يتميز مفاعل الملح المتصهر بكثافة عدد نيوتروناته ن كما يمكن توليد (استنسال) وقود جديد أثناء تشغيله على نمط مفاعل استنسال سريع. ويمكن بدء تشغيل المفاعل باليورانيوم-235 أو البلوتونيوم-239 لبدء التفاعل التسلسلي ثم امداده الثوريوم-232 الذي لا ينشطر شيئا فشيئا لتسيير التفاعل. فيمتص الثوريوم-232 نيوترونا من المفاعل ويتحول إلى يورانيوم-233.
يتحول الثوريوم-233 عن طريق تحلل بيتا ب عمر النصف 22 دقيقة إلى بروتاكتينيوم-233 والذي يتحلل هو الآخر طبقا ل تحلل بيتا بعمر نصفي مقداره 27 يوم ويتحول غلى يورانيوم-233 وهو نظير انشطاري. ينشطر اليورانيوم-233 والنيوترونات الناتجة من الانشطار تنتج بدورها يورانيوم-233 من جديد من الثوريوم-232.

## فصل المواد الانشطارية
وتشغيل الثوريوم في مثل هذا المفاعل الاستنسالي يحتاج لمعالجته في مصنع تدوير المواد النوية، أي فصل المواد الانشطارية المتولدة عن النفايات المتراكمة في الوقود المستهلك. بذلك يمكن فصل المواد الانشطارية مثل اليورانيوم-233 وغيرها. ولكن استخدام الثوريوم اليوم يكون بخلطه مع اليورانيوم. وبدون تدوير للمادة الانشطارية فيكون استخدام الثوريوم فقط بكمية صغيرة منه في عملية الانشطار، ويكون دور الثوريوم المساعدة في تطويل فترة استغلال المادة الانشطارية الأولية في المخلوط، ولكنه لا يستطيع الاستغناء عنها.
وينتج عن انشطار الثوريوم في المفاعل كمية أقل مما يسمى عناصر أثقل من اليورانيوم Transurane بالمقارنة بما تنتجه مفاعلات اليورانيوم . فبينما يمتص اليورانيوم-238 نيوترونا واحد، واليورانيوم-235 نيوترونين فيكونا العنصرين الثقيلين بلوتونيوم-239 ونيتونيوم-237 على التوالي، ينتج من الثوريوم بعد عدة تفاعلات عنصر النبتونيوم. وهذا يخفض كثيرا من كمية النفايات المشعة الناتجة من المفاعل.
كما يوجد الثوريوم في الطبقة الصخرية على وجه الأرض أكثر من وجود اليورانيوم، وبصفة خاصة أكثر من تواد النظير يورانيوم-235 وهو الذي يشغل معطم مفاعلات القوي العاملة اليوم، وهو يوجد في اليورانيوم الطبيعي بنسبة 7و0 % فقط. ومن المتوقع أن يكتسب الثوريوم أهميته في المستقبل نظرا للتزايد المتطرد على إنتاج الطاقة في العالم.

## اقرأ أيضًا
- مفاعل نووي
- مفاعل الملح المنصهر المتكامل
- مفاعل الماء المضغوط
- مفاعل استنسال سريع
- مفاعل سريع بتبريد الرصاص
- تفاعل تسلسلي
- تفاعل نووي
- انشطار نووي
- اسلحة نووية
- دول نووية
- قائمة الحوادث النووية المدنية
- طاقة نووية
- سلاح نووي
- توكاماك